# Tabriz Petrochemical CCN Team/Saison 2016
Dieser Artikel listet Erfolge und Fahrer des Radsportteams Tabriz Petrochemical CCN Team in der Saison 2016 auf.

## Erfolge bei den Nationalen Straßen-Radsportmeisterschaften
In den Rennen zu den Nationalen Straßen-Radsportmeisterschaften 2016 gelangen die nachstehenden Erfolge.
| Datum  | Rennen                                        | Fahrer               |
| ------ | --------------------------------------------- | -------------------- |
| 9. Mai | Iranische Meisterschaft – Straßenrennen (U23) | Mohammad Ganjkhanlou |

## Abgänge – Zugänge
| Zugänge                           | Team 2015             | Abgänge                             | Team 2016             |
| --------------------------------- | --------------------- | ----------------------------------- | --------------------- |
| Mahdi Rajabikaboodcheshmeh        | Pishgaman Giant Team  | Ghader Mizbani                      | Tabriz Shahrdari Team |
| Mohammad Ganjkhanlou              |                       | Mirsamad Pourseyedi                 | Tabriz Shahrdari Team |
| Alireza Asgharzadeh               | Tabriz Shahrdari Team | Mehdi Sohrabi                       | Tabriz Shahrdari Team |
| Reza Mohammad Eimani (ab 1. Juli) | Tabriz Shahrdari Team | Sarai Ahad Kazemi                   | Tabriz Shahrdari Team |
| Hamid Pourhashemi                 | Tabriz Shahrdari Team | Amir Kolahdozhagh                   | Pishgaman Giant Team  |
| Behnam Ariyan                     | Pishgaman Giant Team  | Behnam Maleki                       | Tabriz Shahrdari Team |
| Hamed Pasebankhaejh (ab 1. Juli)  | Pishgaman Giant Team  | Sahebali Najafi                     | Unbekannt             |
| Maik Robert Cioni                 | Tabriz Shahrdari Team | Mohammad Pouresmail                 | Unbekannt             |
| Pouya Khatoon                     |                       | Hamid Shiri (bis 5. Januar)         | Pishgaman Giant Team  |
| Esmaeil Bagheri                   |                       | Mohammad Ganjkhanlou (bis 30. Juni) | Pishgaman Giant Team  |
|                                   |                       | Hamid Pourhashemi (bis 30. Juni)    | Pishgaman Giant Team  |

## Mannschaft
| Name                       | Geburtstag         | Nationalität | Team 2017              |
| -------------------------- | ------------------ | ------------ | ---------------------- |
| Behnam Ariyan              | 11. April 1990     | Iran         |                        |
| Alireza Asgharzadeh        | 12. April 1986     | Iran         |                        |
| Esmaeil Bagheri            | 22. Oktober 1994   | Iran         |                        |
| Maik Robert Cioni          | 17. Oktober 1979   | Italien      |                        |
| Reza Mohammad Eimani       | 15. Juni 1993      | Iran         |                        |
| Ali Khademi                | 1. Januar 1992     | Iran         |                        |
| Behnam Khalilikhosroshahi  | 7. Februar 1989    | Iran         | Tabriz Shahrdari Team  |
| Pouya Khatoon              | 5. September 1994  | Iran         |                        |
| Karim Khorrami             | 4. Juni 1991       | Iran         |                        |
| Abolfazl Nazari Daghalian  | 4. Mai 1991        | Iran         |                        |
| Hamed Pasebankhaejh        | 23. September 1988 | Iran         |                        |
| Mahdi Rajabikaboodcheshmeh | 20. März 1994      | Iran         | Pishgaman Cycling Team |